# تالار مشاهیر (ترانه)
«تالار مشاهیر» تک‌آهنگی از د اسکریپت، ویل.آی.ام است که در سال ۲۰۱۲ میلادی منتشر شد.
این تک‌آهنگ در چارت‌های اسکاتلند، اتریش، بریتانیا در رتبه اول و در چارت‌های ایتالیا، نروژ، استرالیا، آلمان، لهستان، فنلاند، سوئد، فلاندرز، سوئیس، نیوزلند، جزو ده ترانه اول قرار گرفت.